# Адрања (Трапани)
Адрања (итал. Adragna) је насеље у Италији у округу Трапани, региону Сицилија.
Према процени из 2011. у насељу је живело 29 становника. Насеље се налази на надморској висини од 222 м.